# ماكس ثيريوت
ماكس ثيريوت (بالإنجليزية: Max Thieriot)‏؛ (مواليد 14 أكتوبر، 1988)، ممثل أمريكي، ظهر ولأول مرة في فيلم المغامرة الكوميدية (قبض ذلك الولد) وظهر أيضًا في فيلم اللهاية بدور سيث بلامر.

## أعمالة

### أفلام
| السنة | أسم الفيلم                      | الدور                 | ملاحظات |
| ----- | ------------------------------- | --------------------- | ------- |
| 2004  | قبض ذلك الولد                   | جوس                   |         |
|       | اللهاية                         |                       |         |
| 2007  | المزارع رائد الفضاء             | Shepard Farmer        |         |
| 2007  | نانسي درو                       | نيد نيكرسون           |         |
| 2008  | جمبر                            | ديفيد ريز             |         |
| 2008  | Kit Kittredge: An American Girl | Will Shepherd         |         |
| 2010  | خذ روحي                         | Adam "Bug" Hellerman  |         |
| 2010  | Stay Cool                       | Shasta's Boyfriend    |         |
| 2010  | Chloe                           | Michael Stewart       |         |
| 2011  | The Family Tree                 | Eric Burnett          |         |
| 2011  | Foreverland                     | William "Will" Rankin |         |
| 2012  | أصفر                            | الشاب نويل            |         |
| 2012  | غير متصل                        | كيلي                  |         |
| 2012  | بيت في نهاية الشارع             | ريان                  |         |
| 2015  | كسر نقطة                        | جيف                   |         |

### أعمال درامية
| السنة         | أسم المسلسل  | الدور            | ملاحظات                                      |
| ------------- | ------------ | ---------------- | -------------------------------------------- |
| 2017-2013     | نزل بيتس     | ديلان ماسيت      | دور أساسي (50 حلقة) وإيضا اخرج حلقة "Hidden" |
| 2015          | Texas Rising | John "Jack" Hays | 5 حلقات                                      |
| 2017-حتي الآن | سيل تيم      | كلاي سبنسر       | دور أساسي (22 حلقة)                          |

## وصلات خارجية
ماكس ثيريوت على موقع IMDb (الإنجليزية)
- ماكس ثيريوت على موقع روتن توميتوز (الإنجليزية)
- ماكس ثيريوت على موقع قاعدة بيانات الأفلام العربية
- ماكس ثيريوت على موقع ألو سيني (الفرنسية)
- ماكس ثيريوت على موقع أول موفي (الإنجليزية)
- ماكس ثيريوت على موقع بوكس أوفيس موجو (الإنجليزية)
- ماكس ثيريوت على موقع قاعدة بيانات الأفلام السويدية (السويدية)
- ماكس ثيريوت على موقع إن إن دي بي (الإنجليزية)
- ماكس ثيريوت على موقع قاعدة بيانات الفيلم (الإنجليزية)
- ماكس ثيريوت على موقع كينوبويسك (الروسية)